# Kaspar Gottfried Schlör
Kaspar Gottfried Schlör (* 17. Februar 1888 in Dettelbach, Unterfranken; † 15. Oktober 1964 in Bad Tölz) war ein deutscher Jurist, Verwaltungsbeamter und Politiker (CSU).

## Leben und Beruf
Nach dem Abitur am Neuen Gymnasium in Würzburg begann Schlör ein Studium der Rechtswissenschaften und Volkswirtschaft an den Universitäten in Würzburg und München, das er 1912 mit dem ersten und 1920 mit dem zweiten juristischen Staatsexamen beendete. Von 1914 bis 1918 nahm er als Soldat am Ersten Weltkrieg teil. Er trat 1920 als Assessor in den Dienst des Landesfinanzamtes Würzburg ein und war von 1921 bis 1929 als Beamter im Reichsministerium der Finanzen tätig. Anschließend wurde er selbständiger Rechtsanwalt, Wirtschaftsprüfer und Steuerberater. Nach dem Kriegsende betrieb er zunächst eine Rechtsanwaltspraxis in Berlin, siedelte dann nach Bayern über und wurde 1946 Leiter des Finanzamtes in Amberg.

## Partei
Schlör war von 1926 bis 1933 Mitglied der Zentrumspartei. Er trat 1945 in die Berliner CDU ein und wechselte 1946 zur CSU über.

## Abgeordneter
Schlör wurde 1948 in den Rat der Stadt Amberg gewählt. 1948/49 war er Mitglied des Parlamentarischen Rates. Dort stimmte er zusammen mit Karl Sigmund Mayr als einziger CSU-Delegierter für die Annahme des Grundgesetzes.